# Кайседо, Эдуар
Эдуар Эрнан Кайседо Солис (англ. Eduar Hernán Caicedo Solís; род. 23 апреля 1995 года, Пуэрто Конкордия, Колумбия) — колумбийский футболист, защитник клуба «Депортиво Кали».

## Клубная карьера
Кайседо — воспитанник клуба «Депортиво Кали». В 2014 года для получения игровой практики Эдуар на правах аренды перешёл в «Кукута Депортиво». 14 сентября в матче против «Льянерос» он дебютировал в колумбийской Примере B. По итогам сезона Кайседо помог клубу выиграть первенство и выйти в элиту. 21 февраля 2015 года в матче против «Бояка Чико» он дебютировал в Кубке Мустанга. Летом того же года Эдуар вернулся в «Депортиво Кали». 3 октября в матче против «Индепендьенте Медельин» он дебютировал за основной состав.
В начале 2016 года Кайседо перешёл в «Кортулуа» на правах аренды. 17 июля в матче против «Индепендьенте Медельин» он дебютировал за новую команду. В этом же поединке Эдуар забил свой первый гол за «Кортулуа». Летом 2017 года он вернулся в «Депортиво Кали».

## Международная карьера
В 2015 году в составе молодёжной сборной Колумбии Кайседо занял второе место на молодёжном чемпионате Южной Америки в Уругвае. На турнире он принял участие в матче против команды Бразилии.